# Kupletskita
La kupletskita és un mineral de la classe dels silicats, que pertany al grup de la kupletskita. Rep el nom en honor de Boris Mikhailovich Kupletski (Борис Михайлович Куплетский) (10 de gener de 1894 - 14 de gener de 1964), geòleg i petrògraf de l'Institut de Ciències Geològiques de l'Acadèmia de les Ciències de l'URSS, i d'Elza Maksimilianovna Bonxtedt-Kupletskaia (Эльза Максимилиановна Бонштедт-Куплетская) (18 d'octubre de 1897 - 10 de juliol de 1974) mineralogista i professora de l'Institut de Geologia de Dipòsits de Minerals, Petrografia, Mineralogia i Geoquímica (IGEM) de l'Acadèmia de les Ciències de l'URSS.

## Característiques
La kupletskita és un silicat de fórmula química (K,Na)₃(Mn,Fe)₇Ti₂Si₈O26(OH)₄F. Cristal·litza en el sistema triclínic. La seva duresa a l'escala de Mohs és 4.
Segons la classificació de Nickel-Strunz, la kupletskita pertany a «09.DC - Inosilicats amb ramificacions de 2 cadenes senzilles periòdiques; Si₂O₆ + 2SiO₃ Si₄O₁₂» juntament amb els següents minerals: astrofil·lita, hidroastrofil·lita, magnesioastrofil·lita, niobofil·lita, zircofil·lita, kupletskita-(Cs), niobokupletskita, nalivkinita i sveinbergeïta.

## Formació i jaciments
Aquesta espècie va ser descrita a partir d'exemplars de dos indrets situats al massís de Lovozero (Rússia): el mont Kuivtxorr i la pegmatita no 47 del mont Lepkhe-Nel'm, prop del llac Seidozero. També ha estat descrita posteriorment en altres indrets propers a Rússia, així com en altres països de tots els continents, a excepció de l'Antàrtida.